# Meyrieu-les-Étangs
Meyrieu-les-Étangs este o comună în departamentul Isère din sud-estul Franței. În 2009 avea o populație de 17.380 de locuitori.

## Evoluția populației
| An        | 1975   | 1982   | 1990   | 1999   | 2006   | 2009   |
| --------- | ------ | ------ | ------ | ------ | ------ | ------ |
| Populație | 12.122 | 14.561 | 17.863 | 18.741 | 17.460 | 17.380 |